# ルミナスアーク3 アイズ
『ルミナスアーク3 アイズ』（Luminous Arc 3 EYES）は、マーベラスエンターテイメントから2009年12月10日に発売されたニンテンドーDS用シミュレーションRPG。キャッチフレーズは「戦え、変身せよ。」。

## 概要
ルミナスアークシリーズの第三作目。シリーズとしては初の、いわゆる「学園もの」の要素を取り入れた作品であり、アクティブターン制によるバトルを行う「戦闘パート」と、学院内を自由に行動し、仲間と交流を深めるなどのイベントをこなす「学院パート」で構成されたシステムとなっている。
ゲームの舞台などについては前二作と直接的な繋がりはないが、一部のキャラクターがゲストとして登場している。

## ストーリー
―妖精来襲。世界は、魔法騎士“マギ”に託された。―
聖バルディア王国により、世界は統治され人々が平和に暮らしていた。人々はかつて世界を救ったという聖魔女シヴィルと伝説の騎士アーノギアを讃え、そして、魔法の力を使える素質をもつ者はマギの騎士と呼ばれ、賞賛と羨望の的であった。しかし、世界に妖精という災厄が舞い降りた。戦いが、人を、世界の全てを変えようとしていた。
主人公レフィはマギの騎士に憧れ鍛錬に励む少年。妖精フェリシアに襲われた人々が生活するレスト聖会に住んでいた。ある日、レスト聖会を突然フェリシアが襲撃する。戦火のさなか、幼馴染の少女リリがフェリシアに襲われ瞳狩りに会い、レフィはマギの騎士として覚醒する。
フェリシア襲来から数ヵ月後、レフィは、ウルガルド魔法学院に編入してくることとなる。マギの騎士となり、妖精を討つために。そこには、沢山のマギ候補生と、既にマギの騎士に覚醒した者たちがいた。学院の中で仲間と共に日々鍛錬に励むレフィ。しかし、妖精フェリシアの再襲来によって、学院生活を送りながら、戦う運命を背負わされることになった。

## 新システム

### 難易度調整
ゲーム開始時に、“ノーマル”か“ハード”を選択することが出来る。

### 新アクションオーダー
過去二作では、戦闘中に次が誰のターンなのか、メニューを開いて確認しなければならなかったが、この新アクションオーダーでは、常に上画面に行動順位がキャラごとに振られていて、右から左に流れ、左端に着いたら行動、行動終了したら右に戻される形になっている。これにより、どの行動をすると次はいつ行動出来るかがリアルタイムで把握でき、戦略を練るために大いに役立つ。

### ユニット成長
キャラクターがレベルアップする度に、全体的に能力が上がる“バランス”と、そのキャラの長所を伸ばせる“ユニーク”のうちどちらかを選ぶことが出来る。

## 登場人物
レフィ（声：小野大輔）
17歳/身長：175cm
ベルセルク・マギ。属性は『無』。ラピスの位置は両肩。
ウルガルド魔法騎士学院に転入してきた少年。
妖精の「瞳狩り」に襲われたことで、マギの騎士として目覚める。通常一つであるラピスを二つ有する、伝説にも語られる「双紋のラピス」の持ち主。
強い意志を持つゆえ、我を張りすぎる一面も。よくお腹をすかせている。
後に星の瞳として目覚めラグナロク・マギとなる。それにより変身シーンも変化、属性も『銀』に変わり、ラピスも一つになる。
エルル（声：中村繪里子）
16歳/身長：158cm
セイレーン・マギ。属性は『水』。ラピスの位置は背中。
医療魔法をきわめるために勉強中、医食同源のもと、料理の研究にも余念がない。みんなを癒すことを目標に頑張っている。
料理は美味しいと評判だが、ときおり塩と砂糖を間違えるおっちょこちょいな一面も。
セイレーン・マギの性質により天使の声を聞くことができる。
天使が黄昏になったことにより自身も仮死状態となるが、輪廻の河にてラグナロク・マギとなったレフィの心の叫びによって生還する。　
グレン（声：杉田智和）
18歳/身長：183cm
ケルベロス・マギ。属性は『火』。ラピスの位置は腹部。
ウルガルド魔法騎士学院のNo.1であり、マギの騎士の集団メイガスのリーダーである。人一倍責任感が強く、仲間思い。また伝説の戦士アーノギアと同じとされる「紫雲のラピス」の持ち主ともされる。
日々の鍛錬を怠らず、力を強さを追い求めている。生徒たちの人望も厚く、慕われている。
ヴァレリのテネス・ラピスによってネフィリアになりかけるがレフィの力によって自分を取り戻す。
また選択肢によって生死が分かれる。
アシュレイ・アナン（声：水樹奈々）
18歳/身長：164cm
ヴァルキュリア・マギ。属性は『闇』。ラピスの位置は胸部。
黒バラの騎士と呼ばれる、美しく気高きマギの騎士。
貴族の名門アナン家を継ぐものであり、メイガスのサブリーダー。憧れている女生徒も多い。
風紀委員長として規則違反を取り締まり、その鉄拳制裁は怖れられている。実は可愛いもの好きで、コピンに並々ならぬ興味を示す。
フェリシアとの戦いで命を落とした兄を思い出す為、ディーノを苦手としている。
ハイネ（声：吉野裕行）
18歳/身長：177cm
イージス・マギ。属性は『木』。ラピスの位置は腹部。
ウルガルド魔法騎士学院のマギの騎士の先輩。秀でた防御力を有している。
戦闘はあまり好きではないが、その能力ゆえにマギの騎士に。でも最大の武器は憎めない笑顔。
さまざまな可愛いものが大好きで、「可愛いモノには、全て可愛い匂いがある」という持論の持ち主。「カワイイ探知機」なる感覚を持つ。
元はモニーク家という貴族の出だが、没落し貧乏生活の為タフに育った模様。
イナルナ（声：沢城みゆき）
16歳/身長：156cm
イシュタル・マギ。属性は『光』。ラピスの位置は額。
聖パルディア王国のお姫様。イナルナと呼ばれているが、フルネームはイナールナディア・イスタシア。
おてんばでわがままと噂されている。何事にも積極的だが、王室育ちゆえにどこか世間とずれている。
ヴァレリ（声：中原麻衣）
38歳/身長：167cm
フェリシアとの戦いの司令官。ウルガルド魔法騎士学院にてマギの騎士たちを指揮する。
厳しい現実と責任を背負いながら冷静な判断力と素早い行動力で戦いを勝利へと導く。心静かに、包むように生徒を見守る存在。
その正体は月の刻を司るネフィリアを統べる者・テロスである。
千年前から生きており元々は夜魔界の天使の巫女。しかし人間に疎まれる様になりテロスとなる。
そんな境遇の自分を救ってくれたアーノギアに恋をするが、レフィたちに敗れた後未練だけの魂の存在となり自分に振り向きはしなかったアーノギアを討つ。
ディーノ（声：中村悠一）
23歳/身長：181cm
フェンリル・マギ。属性は『風』。ラピスの位置は胸部。
妖精の瞳狩りにあったマギの騎士。行方を明かされず、生死の縁より帰還した謎多き存在である。
胸にあるラピスは「キメララピス」と呼ばれる人工のラピスで、魔力の制御や増幅などを行うことができる。
アナン家に仕える身であり、アシュレイを身を挺して守る、忠節と孤高の騎士。
シオン（声：豊崎愛生）
17歳/身長：166cm
ヴィーナス・マギ。属性は『風』。ラピスの位置は左足の皿の部分。
教室のお掃除をはじめ、細やかな気配りで、学院のみんなから信頼され好かれている。
その包容力は何にも勝る大きな力。厳しい戦いを繰り返すマギの騎士たちを勇気づけ励ます。
妹のサラとともに学院で暮らしている。
将来の夢は舞台女優。この姉妹は実は、100年前の世界より時空を飛び越えてレフィたちの現代へ流れ着いた。
サラ（声：広橋涼）
13歳/身長：142cm
パンドラ・マギ。属性は『木』。ラピスの位置は胸部。
6歳でマギの力に覚醒した、魔法に関する天才少女。必要以上に他人には干渉せず、興味があるのは魔法のことだけ。
伝説の聖魔女さまの後継者となるべく、日々勉強中。姉のシオンとともに学院で暮らしている。気に入らない相手や態度を示す時には「バカヤロウ」と言う。
ユウ（声：喜多村英梨）
12歳/身長：146cm
グリモア・マギ。属性は『闇』。ラピスの位置は左手の甲。
学院に遣わされた特別魔法探偵士。冷静にして、自信家、大人たちもかなわない推理ぶりを披露する飛び級のマギの騎士。覚醒は10歳の時で、「ズバリ」が口癖。ラピスで文献に触れることによって、内容を直接読み取ることが可能。
甘いものが好物。特に「チョコチップチョップクッキー」が大好物。嫌なことがあると、手にした手帳に記載しているらしい。
キリカ学長の玄孫（ひ孫の子）に当るらしい。
ライラ（声：こやまきみこ）
15歳（自称）/身長：159cm
周囲と隔絶され、独自の魔法体系が育っている幽谷の仙術師。属性は『水』。ラピスの位置は右手の平。
仙道を極め、怪しげな仙術を扱い、自らを「師匠」と呼ぶ。人々の風聞にあがる、実態不明の幽谷の民。語尾に「~っす」と付けるのが口癖。
飄々と流し、流され生きている。珍しいモノが大好き。唱える呪文はもっともらしいものもあるが、ほとんどが適当なもの。
仙道の秘術故か1000年以上の時を生きているらしい。
キリカ（声：矢作紗友里）
年齢不明（聞いてはならない）/身長：144cm
しばらくの間、ウルガルド魔法騎士学院を留守にしていた放浪癖のある学院長。
冒険なのか、研究なのか、暇つぶしなのか、その行動の目的は曖昧である。
パワフルで人情に厚い。珍しい食材、銀シャリが大好物。ライラから習った仙道と禁呪により魂をそのままに転生している為、子供の外見だが100歳以上である。
100年前のウルガルドではサラ、シオンと同級生で、突然行方を眩ませた二人のことを案じて生き続けていた。
ミリア（声：日笠陽子）
真実は
黙して語らず、光を閉ざす。
世界に
声なく、光なく。
リーンハルト（声：近藤孝行）
年齢不明/身長：182cm
「瞳狩り」を各地で繰り広げるフェリシア攻撃部隊の長。
妖精の上位の存在たる、高位の水の精霊であり、水のアルケーと呼ばれている。
純たる美を尊重し、人間を唾棄すべき醜いものと考えている。
オルモルディ（声：遠藤綾）
年齢不明/身長：168cm
不用意に近づくと、やけどする美しき精霊。
炎のアルケーと呼ばれている。みえない燐粉が周囲をつつみ、爆発炎上。思慮深さの奥に、激しい感情が。
その存在は神出鬼没で、マギの騎士達を誘うように、謎を投げかける。
仮死状態になったエルルを救うためのヒントをレフィ達に与え、後にタイタニア・マギとしてメイガスに参加する。
前世は世界を救ったとされる聖魔女・シヴィルであると判明。
フラン（声：遠藤綾）
22歳/身長：168cm
保健室にやって来た新任の新米先生。オルモルディの仮の姿。
生徒の治療や治療方法に熱心なあまり、やる気が空回り気味。注射をするのが好きらしい。
天然な不思議なノリの性格で、あやしいタッチ魔法なる医療魔法を扱う。
サマンサ
24歳/身長162cm
占いの館の主。心のケアもかねて、生徒の悩みや相談に乗っている。
人の未来を予言する優れた能力を秘めた占い師といわれているが謎は多い。学院のメンバーの中でも一際、怪しい魅力を放っている。
ヒナ、ヒヨ（声：下田麻美）
12歳/身長145cm（共通）
錬金工房の老舗、マイヤーの錬金工房を継ぐために頑張っている双子の姉妹。通称：「錬金姉妹」。
姉のヒナは錬金レシピに強く、「素材売買」担当。年上の人をちょっぴり挑発するのは、早く大人になりたいからか。元気で、お金の勘定が得意。
妹のヒヨは武器練成に強く、「練る練る」担当。研究と修行のしすぎで、気がつくと寝ていることも。思慮深く、常に全力で一生懸命。
ロッタ
17歳/身長：153cm
野党に襲われているところをレフィ達に助けられ、騎士倶楽部に来ることに。
いつか自分だけのお菓子を作りたいという夢があり、お菓子作りの練習に励んでいる。
ビート
15歳/身長：156cm
騎士に憧れる元気な男の子。今は配達員として働いている。
配達中に盗賊の襲撃からレフィ達に助けられ、その強さに一目惚れ。騎士倶楽部で働くことに。レフィに弟子入りさせてくれ、稽古をつけてくれとよくせがんでいる。
ボナパルト（声：氷青）
年齢不明/身長：102cm
アルケーに仕える、高位のフェリシア。
人の言葉を遣うことが出来る。妖精の誇り、精霊に仕える誇り、吾輩の誇り、と常に誇り高い。
戦いに関しては罠や戦術に長けるが、一生懸命に戦う努力家な一面も。
神の瞳
「全てを見つめしもの」と呼ばれる存在。
本作のラストボスである。
アーノギア（声：加藤将之）
ジークフリート・マギ。属性は『光』。元祖「紫雲のラピス」。
1000年前の「刻の審判」から聖魔女と共に世界を救ったと伝えられる英雄で、ウルガルドの歴史上ただ一人の七つ星。
ゲームの終盤に選択肢次第で仲間になる。
スミルサフ
ヨルグ

## 主なスタッフ
プロデュース
水谷英之
ディレクション
御影良衛
開発
イメージエポック
音楽プロデュース
光田康典
キャラクターデザイン
柴乃櫂人
シナリオ
岸本みゆき

## 主題歌
- 『Wake up World』 歌：CHiCO

作詞：HeArt MakiArt　作曲・編曲：桐岡麻季
（ギター＆ベース：田辺裕詞　ストリングス：今野ストリングス）

## 挿入歌
- 『Magic Night』 歌：豊崎愛生

作詞：三井ゆきこ　作曲・編曲：土屋俊輔
（ギター：太田光宏　ドラム＆パーカッション：本橋昭宏　コーラス：CHiCO）

## Webラジオ
「ルミナスアーク3 アイズ」発売に関連して公式サイト上でラジオが配信された。全12回。
概要
- タイトル：ルミナスアークらじお放送部 〜合図はふぁんたすてぃっく!〜
- 配信期間：2009年10月22日 - 2010年1月14日（毎週木曜）

パーソナリティ
- 中村繪里子
- 広橋涼

ゲスト
- 第1、2回（2009年10月22日、10月29日）水谷プロデューサー
- 第3、4回（2009年11月5日、11月12日）下田麻美
- 第5、6回（2009年11月19日、11月26日）喜多村英梨
- 第7、8回（2009年12月3日、12月10日）沢城みゆき
- 第9、10回（2009年12月17日、12月24日）今井麻美
- 第11、12回（2010年1月8日、1月14日）小野大輔